# جان-كريستوف توفينيل
جان-كريستوف توفينيل ( في كولمار) (بالفرنسية: Jean-Christophe Thouvenel)‏ لاعب كرة قدم فرنسي معتزل كان يجيد اللعب في خط الدفاع .
لعب توفينيل في أندية سيرفيت (1975-1978) باريس (1978-1979) بوردو (1979-1991) لوهافر (1991-1993) .
ساهم توفينيل في تتويج نادي سيرفيت ببطولة كأس سويسرا موسم 1977/1978 كما ساهم في تتويج نادي بوردو ببطولة دوري الدرجة الأولى 3 مرات مواسم 1983/1984 ، 1984/1985 ، 1986/1987 وبطولة كأس فرنسا مرتين موسمي 1985/1986 و1986/1987 .
شارك توفينيل مع منتخب فرنسا في 4 مباريات دولية في الفترة من 1983 إلى 1987 .

## مسيرته الكروية
لعب جان-كريستوف توفينيل خلال مسيرته الاحترافية مع 4 أندية في ثمانية عشر موسمًا وسجل خلالها 13 هدفًا ضمن 570 مباراة. حيث فاز في ثلاثة مواسم بالكأس وفي ثلاثة مواسم بالدوري.
خاض جان-كريستوف توفينيل مسيرته مع نادي سيرفيت في موسم 1975–76 واستمر معه طيلة ثلاثة مواسم، مشاركًا في 75 مباراة سجل خلالها 7 أهداف. ثم انتقل إلى نادي باريس في موسم 1978–79 لمدة موسم واحد، حيث شارك في 34 مباراة سجل خلالها 3 أهداف. لينتقل بعدها إلى نادي جيروندان بوردو في موسم 1979–80 ليلعب معه اثنا عشر موسمًا، مشاركًا في 399 مباراة سجل خلالها 3 أهداف أيضًا. ثم انتقل إلى نادي لوهافر في موسم 1991–92 ولمدة موسمين، مشاركًا في 62 مباراة ولم يسجل أي هدف.

## روابط خارجية
- جان-كريستوف توفينيل على موقع قاعدة بيانات كرة القدم.إي يو (الإنجليزية)
- جان-كريستوف توفينيل على موقع ناشيونال فوتبول تيمز (الإنجليزية)
- جان-كريستوف توفينيل على موقع عالم كرة القدم.نت (الإنجليزية)
- جان-كريستوف توفينيل على موقع أوليمبيديا (الإنجليزية)